# Luzula groenlandica
Luzula groenlandica är en tågväxtart som beskrevs av Tyge Wittrock Böcher. Luzula groenlandica ingår i Frylesläktet som ingår i familjen tågväxter. Inga underarter finns listade i Catalogue of Life.